# فيصل المدلج
فيصل عبد الرحمن المدلج (1964 - ) اقتصادي وسياسي كويتي؛ وزير التجارة والصناعة، ووزير الدولة للشؤون الاقتصاديّة منذ 14 ديسمبر 2020 حتى 2 مارس 2021.

## نُبذة
ولد فيصل في الكويت في عام 1964، وهو حاصل على بكالوريس في المحاسبة من جامعة الكويت.
شغل منصب مدير عام شركة التمدين العقارية، ومنصب نائب رئيس مجلس في إدارة بنك الكويت الوطني وبنك الشرق الأوسط، وهو أيضاً عضو بالجهاز التنفيذي في صندوق الاستثمار العقاري.
حاز على العديد من العضويات منها عضوية جمعية المحاسبين والمراجعين الكويتية والجمعية الاقتصادية الكويتية، وشغل سابقًا منصب رئيس جهاز تطوير مدينة الحرير وجزيرة بوبيان.